# Günther II. (Schwarzburg-Käfernburg)
Graf Günter II. von Kevernburg (Käfernburg-Schwarzburg) und Hallermund (* zwischen 1129 und 1135; † 1197) war der jüngere Sohn des Grafen Sizzo III. von Schwarzburg-Käfernburg mit Gisela von Berg (ca. 1120 verheiratet), mögliche Tochter von Graf Adolf I. von Berg († um 1106) und der Adelheid von Kleve, Tochter von Graf Dietrich I.

## Leben
Nach dem Tod seines Vaters trat er gemeinsam mit seinem Bruder Heinrich I. das Erbe an. Erst nach jahrelangem Erbkrieg wurde er Graf von Kevernburg. Wie er in den Besitz der Herrschaften Wiehe und Grafschaft Rabenswalde gelangte – mit denen er belehnt wurde – ist unbekannt. Er stritt weiterhin mit dem Bruder, auch mit dem stärker werdenden Landgrafen von Thüringen und anderen Nachbarn, und zog mehrmals mit Kaiser Friedrich I. nach Italien.
1184 erbte er nach dem kinderlosen Tod seines Bruders Heinrich I. die Schwarzburg und überließ sie seinem älteren Sohn Heinrich II., dem Gründer der Linie Schwarzburg.
1191 wurde er Graf von Loccum-Hallermund.

## Ehen und Nachkommen
- 1. ⚭ Gertrud von Wettin († vor 1180), Tochter des Markgrafen Konrad des Großen von Meißen
  - Liutgard ⚭ ? Gerhard von Querfurt, Burggraf von Magdeburg († 1209) oder Gebhard IV.,  vs.  Sohn des Burchard II. von Magdeburg aus dem Hause Querfurt und der Mathilde von Gleichen (Tochter von Graf Lambert I. zu Tonna) und Bruder des Bischofs Konrad von Querfurt.
  - Albrecht I. von Käfernburg (1206–1232), Erzbischof von Magdeburg (um 1170 – 15. Oktober 1232)
  - Heinrich II. von Schwarzburg († 20. Februar 1236), Begründer der Linie Schwarzburg
  - Günther III. von Käfernburg († um 1221)
- 2. ⚭ Adelheid von Loccum-Hallermund
  - Ludolf II. von Hallermund – 15. November 1256
  - Wilbrand von Käfernburg  – 5. April 1253, Erzbischof von Magdeburg